# Красноглазковые
Красноглазковые, или эммилихтиевые (лат. Emmelichthyidae) — семейство морских лучепёрых рыб из отряда хирургообразных (Acanthuriformes). Раньше оно было намного обширнее, включая широкий спектр рыб, питающихся планктоном, но было обнаружено, что большинство родов не связаны родством и являются примерами параллельной эволюции, а потому они были перемещены в другие семейства.
Распространены в тропических и тёплых умеренных водах в Индо-Тихоокеанском регионе, южной части Тихого океана, восточной Атлантике и Карибском море.
У этих рыб выдвижные, беззубые или почти беззубые челюсти, длинные спинные плавники и раздвоенные хвостовые плавники с лопастями, которые складываются, как ножницы. Самые крупные виды достигают около 50 сантиметров в длину.

## Классификация
В состав семейства включают следующие таксоны:
- Род Emmelichthys
  - Emmelichthys elongatus Kotlyar, 1982
  - Emmelichthys karnellai Heemstra & Randall, 1977
  - Emmelichthys marisrubri Fricke et al., 2014
  - Emmelichthys nitidus Richardson, 1845 — Южная красноглазка
  - Emmelichthys ruber (Trunov, 1976) — Красная красноглазка
  - Emmelichthys struhsakeri Heemstra & Randall, 1977 — Красноглазка Струсакера
- Род Erythrocles — Эритроклы
  - Erythrocles acarina Kotthaus, 1974
  - Erythrocles microceps Miyahara & Okamura, 1998
  - Erythrocles monodi Poll & Cadenat, 1954
  - Erythrocles schlegelii (Richardson, 1846)
  - Erythrocles scintillans (Jordan & Thompson, 1912)
  - Erythrocles taeniatus Randall & Rivaton, 1992
- Род Plagiogeneion — Рубинки
  - Plagiogeneion fiolenti Parin, 1991
  - Plagiogeneion geminatum Parin, 1991
  - Plagiogeneion macrolepis McCulloch, 1914
  - Plagiogeneion rubiginosum (Hutton, 1875)
  - Plagiogeneion unispina Parin, 1991